# Woroba
Distriktet Woroba   (fransk: District du Woroba) er et af fjorten administrative distrikter i Elfenbenskysten.  Distriktet ligger i den nordvestlige  del af landet og hovedstaden er byen Séguéla.

## Oprettelse
Woroba-distriktet blev oprettet i 2011 i en administrativ reorganisering af inddelingen i Elfenbenskysten. Distriktets område blev til ved en sammenlægning af regionerne Bafing og Worodougou.

## Administrativ inddeling
Woroba er delt i tre regioner og nedenstående departementer:
- Bafing region (regionssæde i Touba)
  - Koro departement
  - Touba departement
  - Ouaninou departement
- Béré region (regionssæde i Mankono)
  - Kounahiri departement
  - Mankono departement
  - Dianra departement
- Worodougou region (regionssæde også i Séguéla)
  - Séguéla departement
  - Kani departement

## Befolkning
Ifølge folketællingen for 2021 havde Woroba en befolkning på 	1.184.813, hvilket gør det til det tredje mindst folkerige distrikt i Elfenbenskysten, efter Yamoussoukro og Denguélé.